# 陳炳煊
陳炳煊（?—?），四川省重慶府合州人，清朝政治人物、進士出身。
光緒三年（1877年），参加丁丑科殿試，登進士二甲第88名。同年五月，經吏部掣簽，授即用知縣。